# Kalanchoe hildebrandtii
Kalanchoe hildebrandtii är en fetbladsväxtart som beskrevs av Henri Ernest Baillon. Kalanchoe hildebrandtii ingår i släktet Kalanchoe och familjen fetbladsväxter. Inga underarter finns listade i Catalogue of Life.